# Jett Paqueteria Flight 1100
Jett Paqueteria Flight 1100 havererade klockan 09:40 lokal tid den 5 juli 2007 efter att ha försökt lyfta från landningsbana 02 på Culiacán internationella flygplats. Samtliga 3 besättningsmedlemmar omkom, liksom 7 personer på marken.

## Bakgrund
Flygplanet var lastat med 1 000 kg frakt, mest i form av post. Planet var ett fraktflygplan av typen North American CT-39A Sabreliner, ett litet tvåmotorigt jetflygplan. Flygningen utfördes av företaget Jett Paqueteria, ett mexikanskt fraktflygbolag baserat i San Luis Potosí. Flygplanet hade registreringen XA-TFL och tillverkades år 1962. Flygningen skulle varit en kort sådan, ett hopp över Californiaviken från Culiacán i Sinaloa till La Paz i Baja California Sur.

## Olyckssekvensen
Besättningen var stressade eftersom luftrummet strax skulle stängas på grund av att Mexikos dåvarande president Felipe Calderón skulle anlända. Besättningen försökte lyfta från bana 02 som vid tidpunkten för olyckan var 2 300 meter lång. Planet nådde sin rotationshastighet och besättningen försökte två gånger lyfta nosen, men misslyckades. Då beslutade man att avbryta lyftningen. Generellt skall en pilot aldrig försöka avbryta en start efter att rotationshastighet uppnåtts med det enda undantaget om piloten bedömer att planet inte är kapabelt att flyga. Planet hann inte stanna utan for av slutet av landningsbanan, genom ett stängsel och över motorvägen mellan Culiacán och Navolato där planet träffade två fordon och en vägg och fattade sedan eld.

## Utredning
Enligt slutrapporten från den mexikanska haverikommissionen orsakades olyckan av pilotfel, då planet var felaktigt konfigurerat. Vingklaffarna var inte utfällda. Piloterna visade sig också vara dåligt tränade och kommunikationen i besättningen var bristfällig. Andra bidragande orsaker var den uppfattade tidsbristen som ledde till att checklistor inte utfördes som de skulle. Man kunde inte heller utesluta ett mekaniskt fel med planets horisontella stabilisator. Jett Paqueteria ansågs inte heller ha tillräckligt med översyn över sina operationer.